# Smith & Wesson .38/44
Smith & Wesson .38/44 identifica uma série de revólveres Smith & Wesson "N-frame" de 6 tiros, de ação dupla (DA), com câmara para o cartucho .38 Special carregado a pressões mais altas do que as consideradas apropriadas para revólveres anteriores com câmara para esse cartucho. Carregamentos de alta pressão .38/44 do cartucho .38 Special representaram uma transição entre a munição .38 Special convencional e a nova munição .357 Magnum, mais poderosa. Os revólveres foram fabricados de 1930 a 1941 e, após a Segunda Guerra Mundial, de 1946 a 1966, até que os revólveres em .357 Magnum, a preços competitivos, se tornaram amplamente disponíveis.

## Histórico
Nas décadas de 1920 e 1930, a incapacidade da munição de revólver convencional do serviço policial de penetrar com segurança nos automóveis foi percebida como um problema, pois as agências de aplicação da lei dos Estados Unidos encontraram contrabandistas de bebidas bem organizados e financiados. Em resposta, a Smith & Wesson apresentou o .38/44 Heavy Duty de quadro grande "N-frame" em 1930. Ele foi baseado no revólver Smith & Wesson Triple Lock em .44 Special e foi feito com um cano de 5 in (127 mm) e mira fixa. No ano seguinte, a Smith & Wesson iniciou a produção do .38/44 Outdoorsman com um cano de 6,5 in (165 mm) e miras ajustáveis.

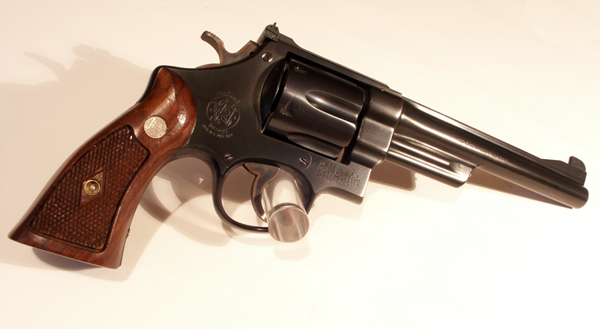
Um exemplar do Smith & Wesson .38/44.

Esses novos revólveres foram equipados para um novo tipo mais poderoso de munição .38 Special, capaz de disparar uma bala de liga de chumbo com ponta de cobre com capacidade de penetrar metal de 158 grãos (10,2 gramas) a 1.125 pés (343 m) por segundo. Em comparação, a munição .38 Special convencional dispara balas de 158 grãos (10,2 gramas) a 755 pés (230 m) por segundo. Essa nova munição, era facilmente capaz de penetrar nos corpos dos automóveis e nas armaduras corporais daquela época.
Um cano de 4 in (102 mm) foi oferecido em 1935 para usuários dispostos a aceitar o desempenho balístico reduzido de uma arma de fogo mais compacta. A atenção da mídia obtida pelo .38/44 e sua munição encorajou a Smith & Wesson a desenvolver o cartucho mais longo .357 Magnum em 1935. O .38/44 era uma opção para compradores que não queriam pagar o preço premium dos novos revólveres em .357 Magnum.
Os 38/44s estavam disponíveis com acabamento azulado ou niquelado. A produção foi interrompida pela Segunda Guerra Mundial. Os números de série da produção do pós-guerra são prefixados com a letra "S". Após a guerra, esses revólveres "N-frame" eram populares entre os veteranos que carregavam experimentalmente o .38 Special a pressões até cinquenta por cento maiores do que as 15.000 libras por polegada quadrada (1.000 atm) recomendadas para os revólveres .38 Special convencionais.
Em 1957, a versão de mira fixa "Heavy Duty" foi comercializada como Smith & Wesson Model 20 e o "Outdoorsman" com mira ajustável tornou-se o Smith & Wesson Model 23.